# Свирицкое сельское поселение
Сви́рицкое се́льское поселе́ние — муниципальное образование в составе Волховского района Ленинградской области. 
Административный центр — посёлок Свирица.

## Географические данные
Поселение расположено в северо-восточной части района, ограничено с запада Ладожским озером, с севера — рекой Свирь, граничит с Лодейнопольским районом.
По территории поселения проходит автодорога 41К-193 (Паша — Свирица — Загубье).
Расстояние от административного центра поселения до районного центра — 90 км.

## История
В 1999 году посёлок городского типа Свирица переведён в категорию сельских населённых пунктов, образована Свирицкая волость.
1 января 2006 года в соответствии с областным законом № 56-оз от 6 сентября 2004 года «Об установлении границ и наделении соответствующим статусом муниципального образования Волховский муниципальный район и муниципальных образований в его составе» образовано Свирицкое сельское поселение, в которое вошла территория бывшей Свирицкой волости.

## Демография
| 2006 | 2010 | 2011 | 2012 | 2013 | 2014 | 2015 |
| ---- | ---- | ---- | ---- | ---- | ---- | ---- |
| 800  | ↘753 | ↘751 | ↗759 | ↘743 | ↗797 | ↘725 |
| 2016 | 2017 | 2018 | 2019 | 2020 | 2021 | 2023 |
| ↘719 | ↗723 | ↘691 | ↗697 | ↘685 | ↘660 | ↘655 |
| 2024 | 2025 |      |      |      |      |      |
| ↗662 | ↘661 |      |      |      |      |      |

## Состав сельского поселения
В состав поселения входят 3 населённых пункта:
| № | Населённый пункт | Тип населённого пункта          | Население   |
| - | ---------------- | ------------------------------- | ----------- |
| 1 | Загубье          | деревня                         | ↘46 (2017)  |
| 2 | Свирица          | посёлок, административный центр | ↘539 (2017) |
| 3 | Сторожно         | деревня                         | ↘30 (2017)  |